# Куновский (лунный кратер)
Кратер Куновский (нем. Kunowsky) — небольшой ударный кратер в южной части Моря Островов на видимой стороне Луны. Название присвоено в честь немецкого юриста и астронома-любителя Георга Карла Фридриха Куновского (1786—1846)  и утверждено Международным астрономическим союзом в 1935 г. 

## Описание кратера

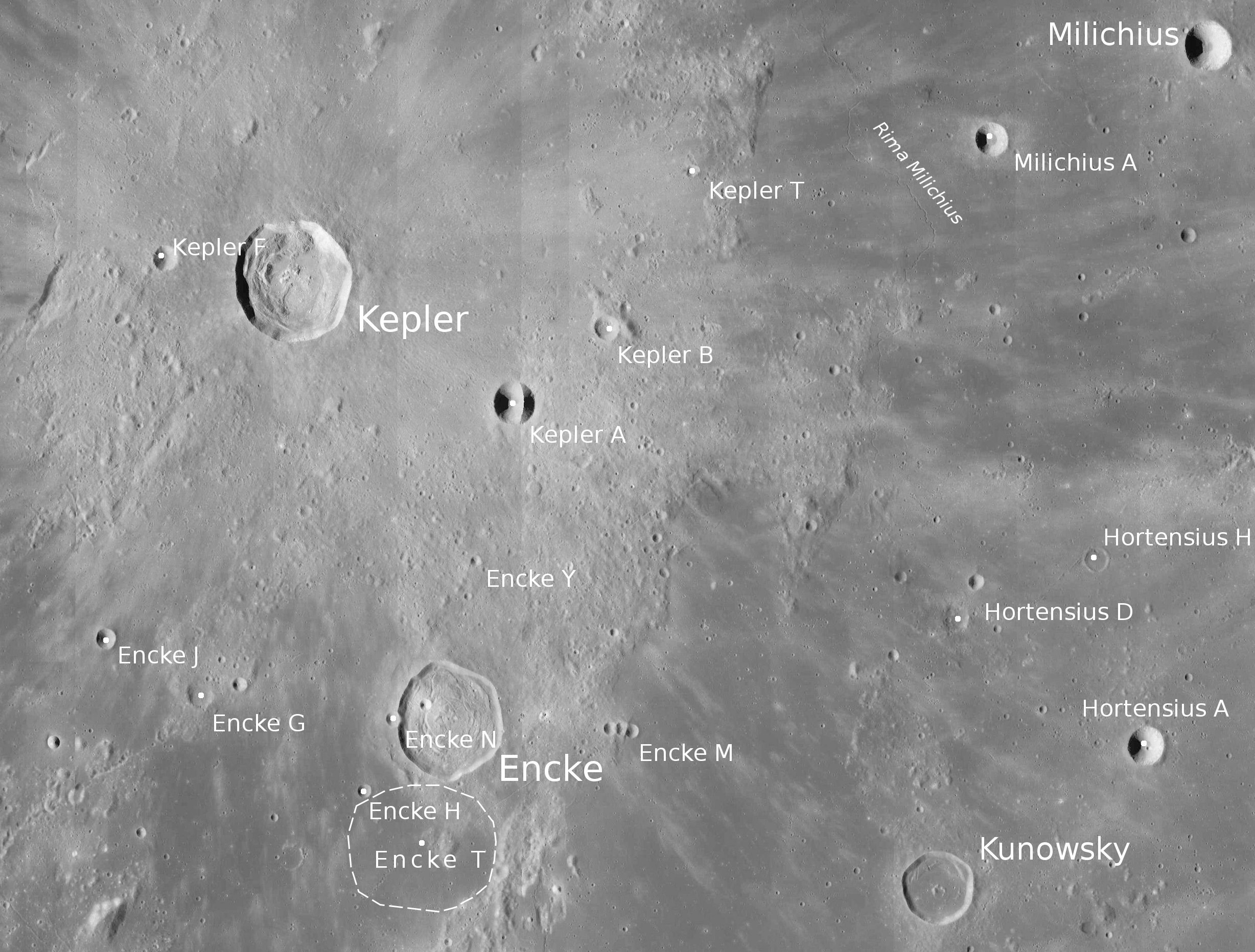
Окрестности кратера Куновский. Снимок зонда Lunar Reconnaissance Orbiter.

Ближайшими соседями кратера Куновский являются кратер Энке на западе-северо-западе; кратер Гортензий на северо-востоке; кратер Рейнхольд на востоке и кратер Лансберг на юго-востоке. На западе от кратера находится Океан Бурь. Селенографические координаты центра кратера 3°13′ с. ш. 32°32′ з. д. / 3,22° с. ш. 32,53° з. д., диаметр 18,3 км, глубина 0,86 км.
Кратер Куновский имеет полигональную форму и окружен массивным внешним валом. Вал узкий, c четко очерченной острой кромкой. Внутренний склон вала гладкий, в северо-восточной и северо-западной части имеет следы обрушения. Высота вала над окружающей местностью достигает 750 м. Дно чаши затоплено базальтовой лавой, в центре чаши видны остатки центрального пика в виде полукольца холмов. Кратер Куновский пересечен светлым лучом от кратера Коперник. По морфологическим признакам кратер относится к типу TRI (по названию типичного представителя этого класса — кратера Триснеккер).

## Сателлитные кратеры

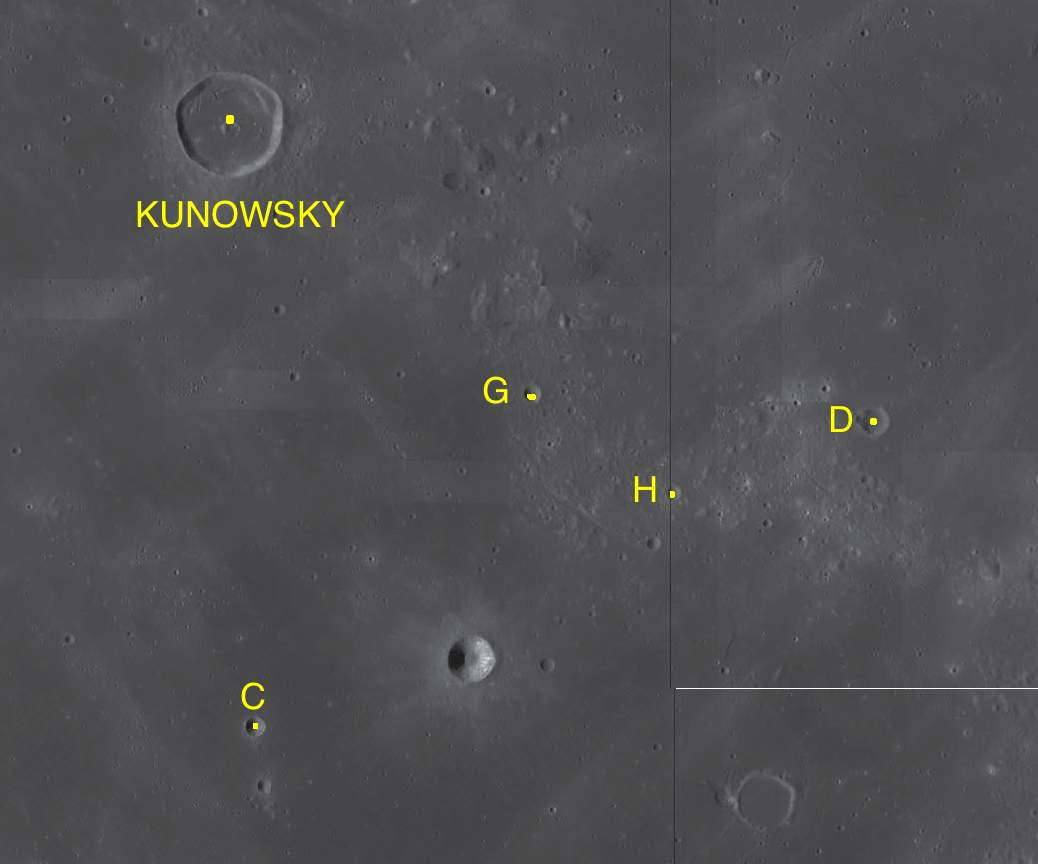
Фрагмент карт LAC-57, LAC-58, LAC-75, LAC-76.

| Куновский | Координаты                                          | Диаметр, км |
| --------- | --------------------------------------------------- | ----------- |
| C         | 0°13′ ю. ш. 32°23′ з. д. / 0,22° ю. ш. 32,39° з. д. | 3,4         |
| D         | 1°32′ с. ш. 28°50′ з. д. / 1,53° с. ш. 28,84° з. д. | 5,2         |
| G         | 1°41′ с. ш. 30°48′ з. д. / 1,69° с. ш. 30,8° з. д.  | 3,1         |
| H         | 1°07′ с. ш. 29°59′ з. д. / 1,12° с. ш. 29,99° з. д. | 2,8         |

## См.также
- Список кратеров на Луне
- Лунный кратер
- Морфологический каталог кратеров Луны
- Планетная номенклатура
- Селенография
- Минералогия Луны
- Геология Луны
- Поздняя тяжёлая бомбардировка